# 2024–2025-ös 2. hokejová liga-szezon
A 2024–2025-ös 2. hokejová liga-szezon Szlovákia harmadosztályú jégkorongbajnokságának, a 2. hokejová ligának a harminckettedik szezonja. A 2023–2024-es szezon rájátszásának a győztese a MŠK Púchov volt. A döntőben az MHA Martin 3:0-s arányban győzte le a Hockey Club Dukla Senica csapatát, ezzel megnyerve a bajnokságot, és feljutva a TIPOS Slovenská hokejová ligába a 2025–2026-os szezonban.

## Lebonyolítás
A bajnokság két szakaszra van osztva, az alapszakaszra és a rájátszásra.

### Alapszakasz
Az alapszakasz első részében, mindkét csoportban a csapatok 1-1 meccset játszanak a többi csapattal. A nyugati csoportban ez csapatonként 14 mérkőzést jelent, míg a keletiben 10-et.

### Középszakasz

#### Felsőház
A felsőházba az alapszakasz két csoportjában az első három helyen végző csapat jut be. Mindegyik csapat 10 mérkőzést játszik, 1-1-et a többi felsőházban szereplő csapattal, otthon és idegenben. A felsőházba jutott csapatok mind bekerülnek a liga rájátszásába.

#### Alsóház
Az alsóház két csoportjába azok a csapatok jutnak, amelyek az nyugati csoportban a 4-7. helyen, a keleti csoportban pedig a 4-6. helyen végeztek az alapszakasz során. Az alsóház két csoportjában a csapatok ugyanúgy a földrajzi elhelyezkedésük szerint vannak beosztva, mint az alapszakaszban. Az alsóház két csoportjában az első helyen végző csapatok bejutnak a rájátszásba.

### Rájátszás
A rájátszásban 8 csapat játszik, 3 fordulón keresztül játszanak a bajnoki címért, illetve egy kiegészítő fordulóban a harmadik helyezésért. A rájátszás győztese a következő szezonban a TIPOS Slovenská hokejová ligában játszik.
A rájátszás ágrajza:
|  | Negyeddöntők | Negyeddöntők          | Negyeddöntők |  |  | Elődöntők | Elődöntők     | Elődöntők |  |  | Döntő | Döntő | Döntő |  |
|  |              |                       |              |  |  |           |               |           |  |  |       |       |       |  |
|  | 1.           | Felsőház 1. helyezett |              |  |  |           |               |           |  |  |       |       |       |  |
|  | 1.           | Felsőház 1. helyezett |              |  |  |           |               |           |  |  |       |       |       |  |
|  |              | Alsóház 1. helyezett  |              |  |  |           |               |           |  |  |       |       |       |  |
|  |              |                       |              |  |  |           |               |           |  |  |       |       |       |  |
|  |              |                       |              |  |  |           |               |           |  |  |       |       |       |  |
|  |              |                       |              |  |  |           |               |           |  |  |       |       |       |  |
|  | 4.           | Felsőház 4. helyezett |              |  |  |           |               |           |  |  |       |       |       |  |
|  | 4.           | Felsőház 4. helyezett |              |  |  |           |               |           |  |  |       |       |       |  |
|  | 5.           | Felsőház 5. helyezett |              |  |  |           |               |           |  |  |       |       |       |  |
|  | 5.           | Felsőház 5. helyezett |              |  |  |           |               |           |  |  |       |       |       |  |
|  |              |                       |              |  |  |           |               |           |  |  |       |       |       |  |
|  |              |                       |              |  |  |           |               |           |  |  |       |       |       |  |
|  | 2.           | Felsőház 2. helyezett |              |  |  |           |               |           |  |  |       |       |       |  |
|  | 2.           | Felsőház 2. helyezett |              |  |  |           |               |           |  |  |       |       |       |  |
|  |              | Alsóház 1. helyezett  |              |  |  |           |               |           |  |  |       |       |       |  |
|  |              |                       |              |  |  |           | Bronzmérkőzés |           |  |  |       |       |       |  |
|  |              |                       |              |  |  |           |               |           |  |  |       |       |       |  |
|  |              |                       |              |  |  |           |               |           |  |  |       |       |       |  |
|  | 3.           | Felsőház 3. helyezett |              |  |  |           |               |           |  |  |       |       |       |  |
|  | 3.           | Felsőház 3. helyezett |              |  |  |           |               |           |  |  |       |       |       |  |
|  | 6.           | Felsőház 6. helyezett |              |  |  |           |               |           |  |  |       |       |       |  |

## Résztvevők
A 2024-25-es szezonban részt vevő csapatok:
| Csoport | Csapat                             | Város            | Kerület                 | Jégcsarnok                                         | Férőhely | Alapítás éve | Vezetőedző                |
| --- | ---------------------------------- | ---------------- | ----------------------- | -------------------------------------------------- | -------- | ------------ | ------------------------- |
| Nyugati | HC Prievidza (PRE)                 | Privigye         | Trencséni kerület       | Privigyei városi jégcsarnok                        | 3 986    | 1954         | Pavol Hečko               |
| Nyugati | Hockey Club Dukla Senica (SEH)     | Szenice          | Nagyszombati kerület    | Szenicei jégcsarnok                                | 3 000    | 1989         | Jozef Krišák              |
| Nyugati | HK Iskra Partizánske (PAR)         | Simony           | Trencséni kerület       | Simonyi jégcsarnok                                 |          | 1974         | Marek Adamik              |
| Nyugati | HK Slovan Levice (NAR)             | Léva             | Nyitrai kerület         | Lévai jégcsarnok                                   |          |              | Daniel Socha Martin Baran |
| Nyugati | HK Bratislava (BRA)                | Pozsony          | Pozsonyi kerület        | Pozsonyligetfalui jégcsarnok TIPOS aréna A csarnok |          | 2024         | Ján Jaško                 |
| Nyugati | HO Hamikovo O.Z. Hamuliakovo (HAM) | Gutor            | Pozsonyi kerület        | Gutori jégcsarnok                                  |          | 2010         | Radim Vintr               |
| Nyugati | MHA Martin (MHA)                   | Turócszentmárton | Zsolnai kerület         | Turócszentmártoni jégcsarnok                       | 4 200    | 2018         | Jaroslav Markovič         |
| Nyugati | MŠK Púchov (PUM)                   | Puhó             | Trencséni kerület       | Puhói jégcsarnok                                   | 1 943    | 1946         | Miroslav Nemček           |
| Keleti | HK Bardejov (HHK)                  | Bártfa           | Eperjesi kerület        | Bártfai jégcsarnok                                 | 2 500    | 2016         | Matúš Luč                 |
| Keleti | HK Sabinov (SAV)                   | Kisszeben        | Eperjesi kerület        | Kisszebeni jégcsarnok                              |          | 1948         | Daniel Bortňák            |
| Keleti | HK Brezno (BRE)                    | Breznóbánya      | Besztercebányai kerület | Breznóbányai jégcsarnok                            | 3 000    | 1935         | Matěj Češík               |
| Keleti | MHK AUTOCAR Dolný Kubín (DKB)      | Alsókubin        | Zsolnai kerület         | Alsókubini jégcsarnok                              | 500      | 1995         | Rudolf Huna               |
| Keleti | HKM Rimavská Sobota (RSO)          | Rimaszombat      | Besztercebányai kerület | Rimaszombati jégcsarnok                            | 1 000    | 1995         | Andrej Péter              |
| Keleti | MHK Kežmarok (KEZ)                 | Késmárk          | Eperjesi kerület        | Késmárki jégcsarnok                                | 3 000    | 1931         | Michal Kostyšák           |
| Keleti | HK Slovan Gelnica (GEL)            | Gölnicbánya      | Kassai kerület          | Peter Bindas jégcsarnok                            | 1 000    | 1949         | Ivan Grega                |
| Bardejov Púchov Dolný Kubín Sabinov Gelnica Kežmarok Brezno Hamuliakovo Rimavská Sobota Martin Partizánske Senica Bratislava Prievidza Levice A 2024–25-ös szezon résztvevői · Nyugati csoport Keleti csoport |                                    |                  |                         |                                                    |          |              |                           |

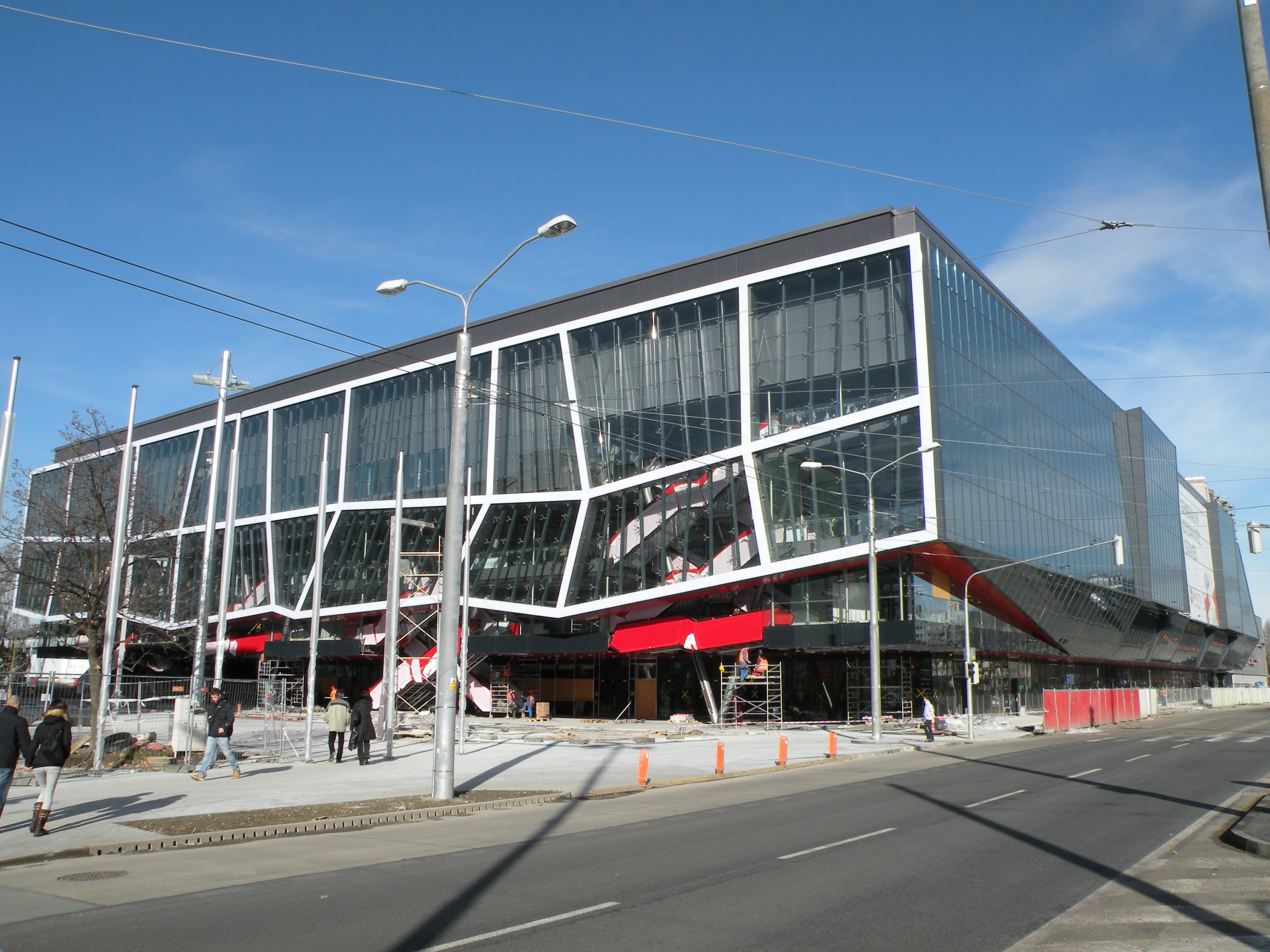
A pozsonyi TIPOS aréna
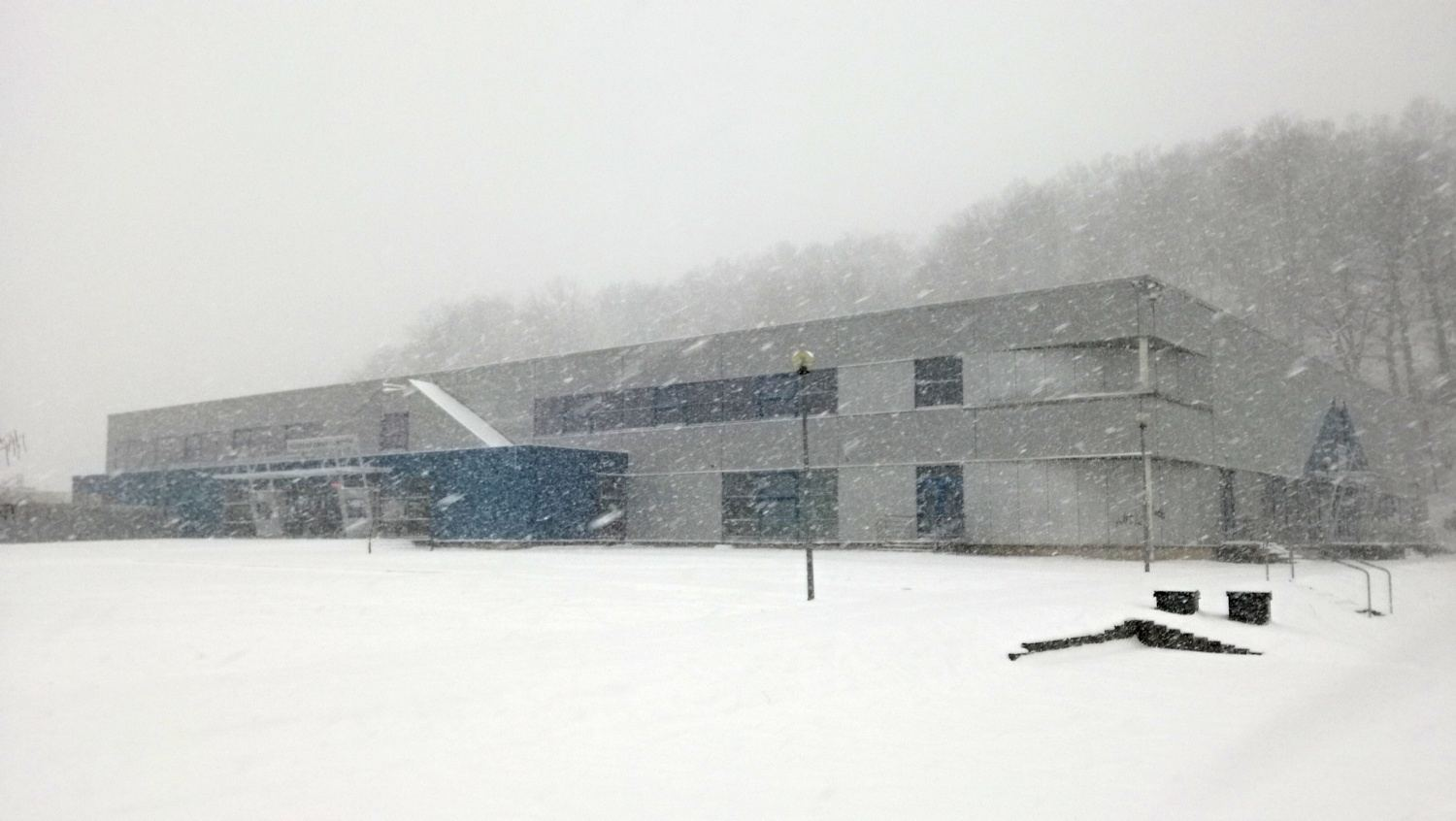
A bártfai városi jégcsarnok
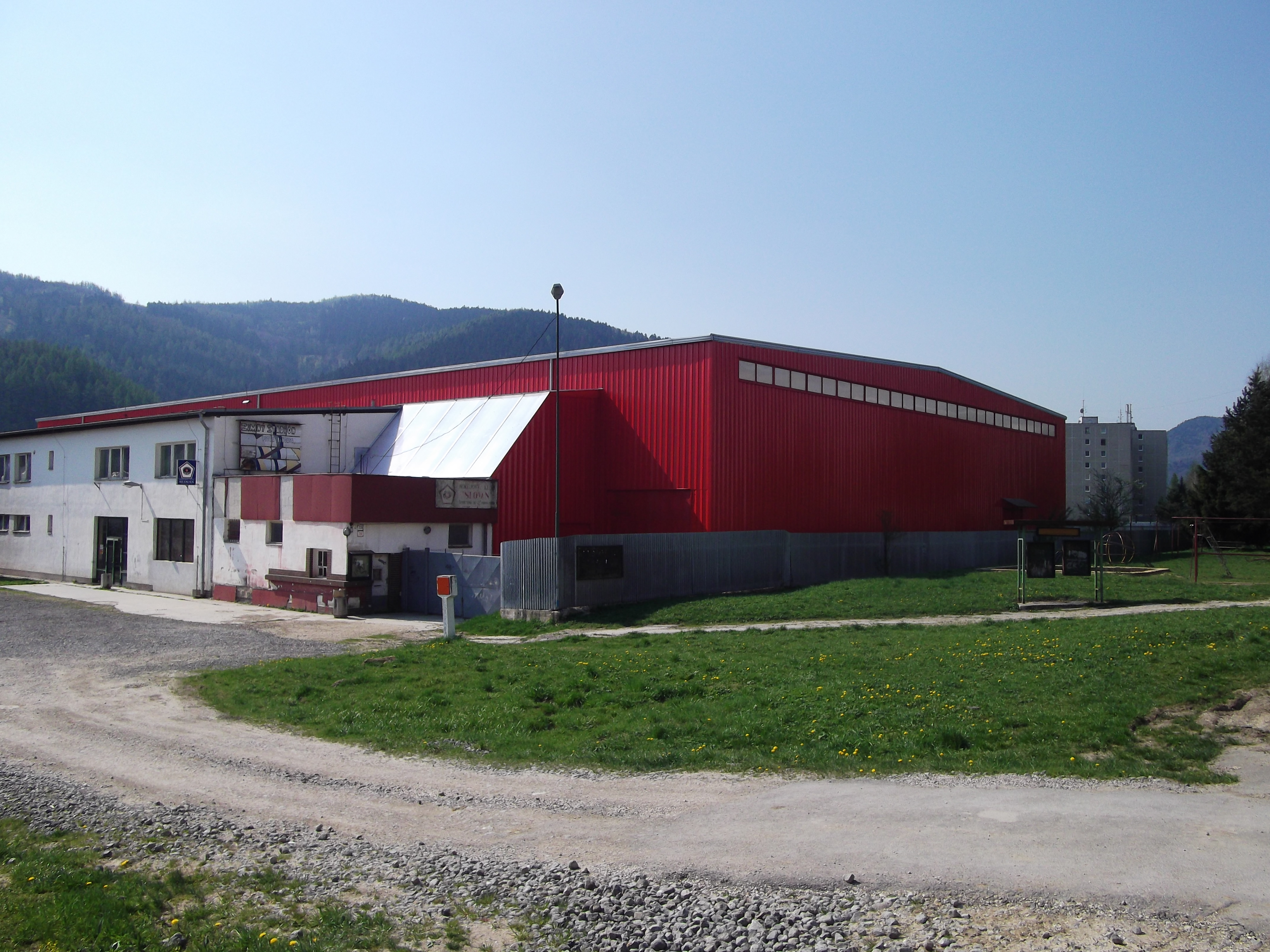
A gölnicbányai jégcsarnok
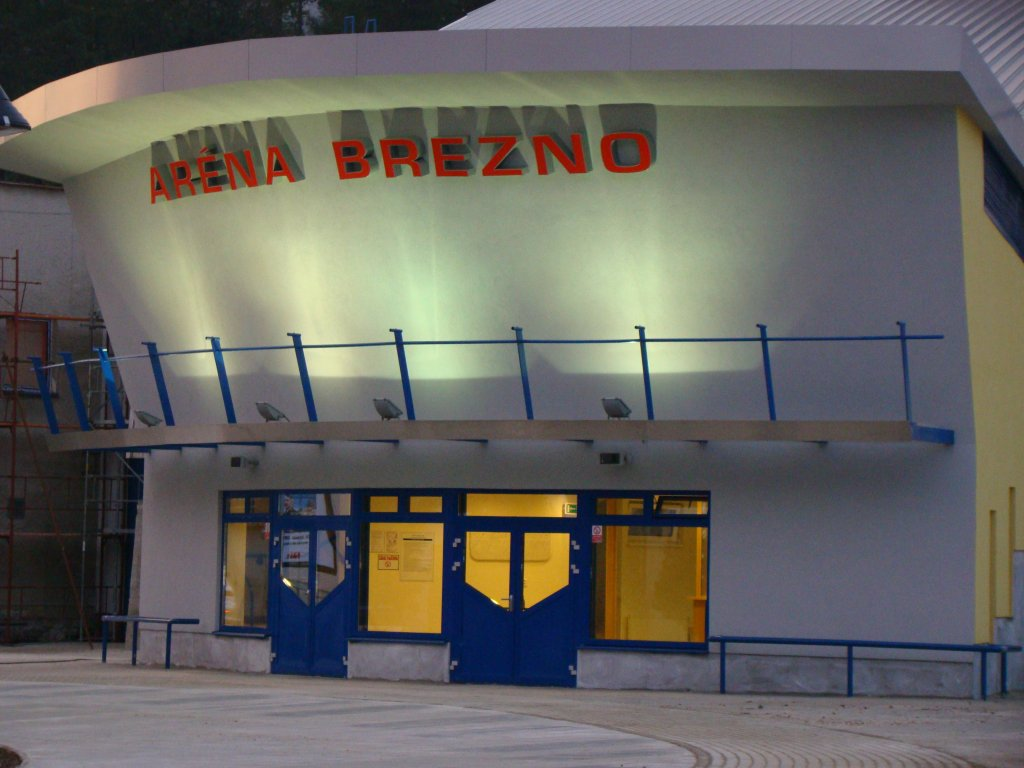
A breznóbányai jégcsarnok
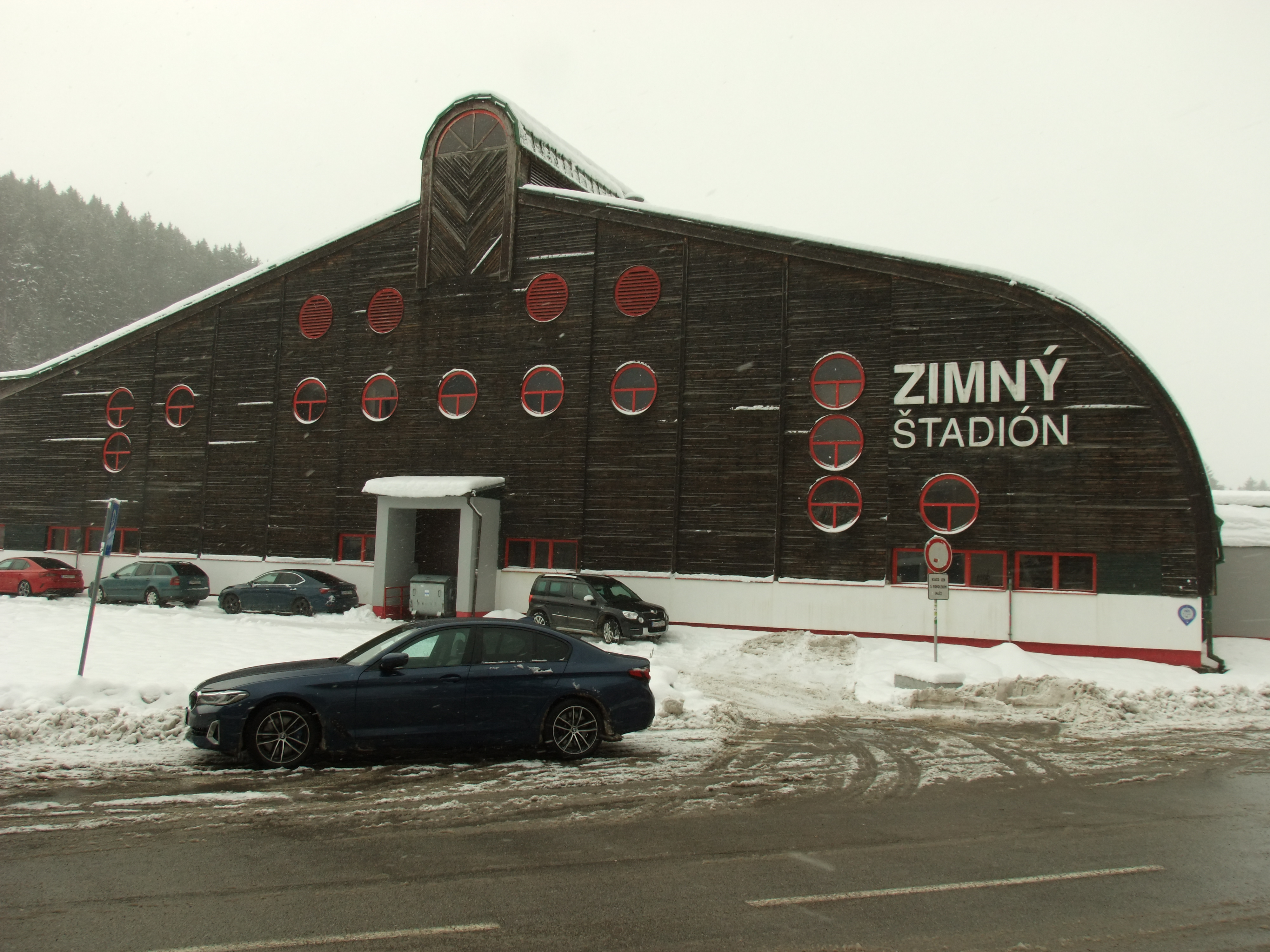
Az alsókubini jégcsarnok
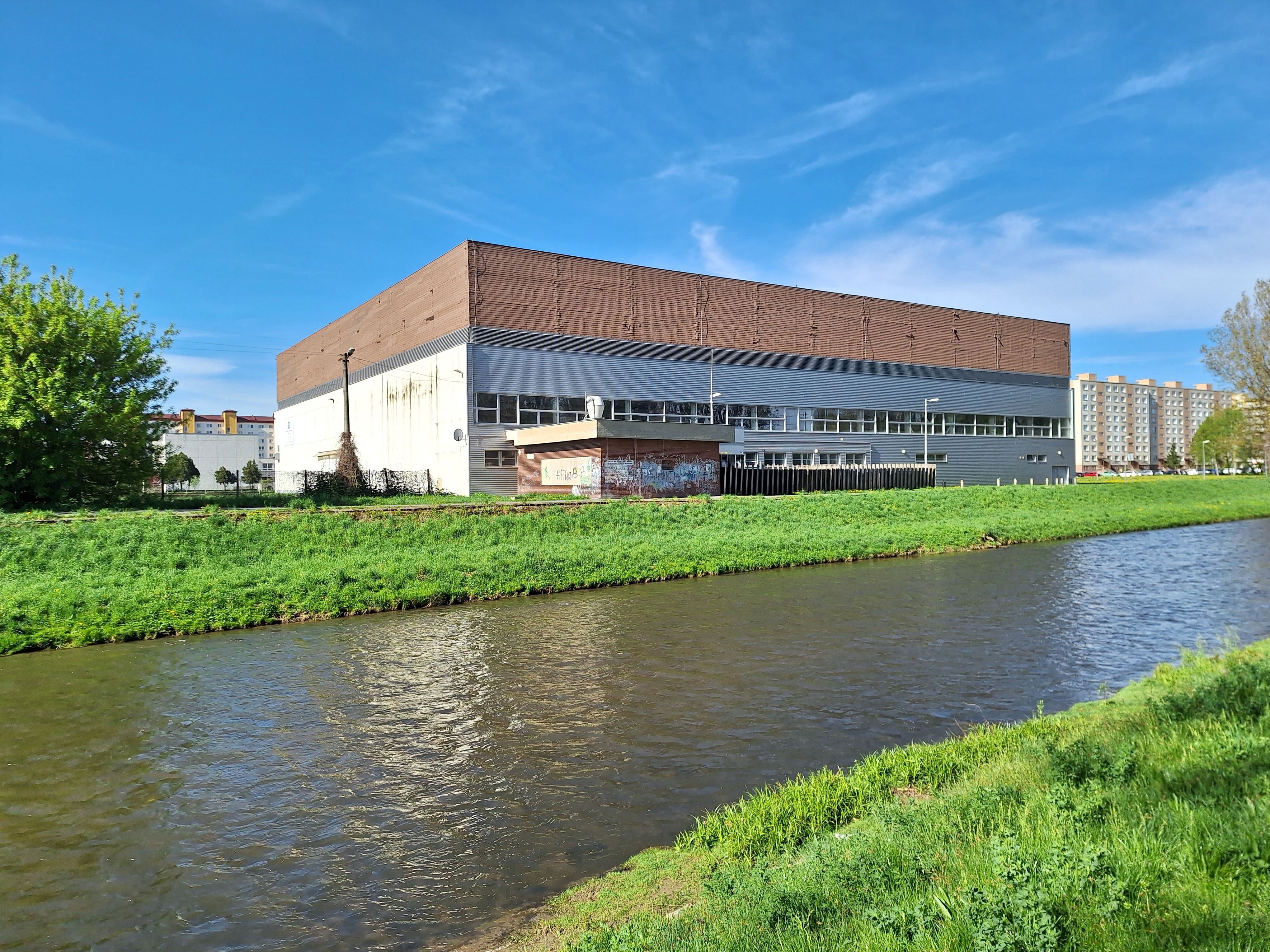
A rimaszombati jégcsarnok

## Alapszakasz

### Nyugati csoport
|  | A csapat bejut a felsőházba |
|  | A csapat bejut az alsóházba |

| Poz. | Csapat                       | LM | Gy | GY.H. | V.H. | V  | G      | P  |
| ---- | ---------------------------- | -- | -- | ----- | ---- | -- | ------ | -- |
| 1.   | Hockey Club Dukla Senica     | 14 | 13 | 0     | 0    | 1  | 87:23  | 39 |
| 2.   | MHA Martin                   | 14 | 10 | 2     | 0    | 2  | 95:30  | 34 |
| 3.   | MŠK Púchov                   | 14 | 11 | 0     | 1    | 2  | 85:35  | 34 |
| 4.   | HK Bratislava                | 14 | 8  | 0     | 0    | 6  | 59:52  | 24 |
| 5.   | HK Iskra Partizánske         | 14 | 5  | 0     | 1    | 8  | 54:63  | 16 |
| 6.   | HC Prievidza                 | 14 | 3  | 0     | 0    | 11 | 45:85  | 9  |
| 7.   | HO Hamikovo O.Z. Hamuliakovo | 14 | 3  | 0     | 0    | 11 | 43:85  | 9  |
| 8.   | HK Slovan Levice             | 14 | 1  | 0     | 0    | 13 | 33:128 | 3  |

| Hazai | Vendég | Vendég | Vendég   | Vendég | Vendég | Vendég | Vendég | Vendég |
| –     | BRA    | HAM    | MHA      | NAR    | PAR    | PRE    | PUM    | SEH    |
| ----- | ------ | ------ | -------- | ------ | ------ | ------ | ------ | ------ |
| BRA   | -      | 8:1    | 3:4      | 7:5    | 3:2    | 6:4    | 1:4    | 3:5    |
| HAM   | 3:8    | -      | 4:11     | 14:0   | 2:5    | 1:6    | 3:6    | 0:4    |
| MHA   | 7:1    | 8:0    | -        | 14:0   | 5:3    | 12:1   | 6:3    | 2:3    |
| NAR   | 2:5    | 5:3    | 2:10     | -      | 3:5    | 3:5    | 1:13   | 3:13   |
| PAR   | 4:5    | 1:2    | 3:4 b.u. | 11:3   | -      | 8:4    | 2:6    | 0:10   |
| PRE   | 3:4    | 3:7    | 0:6      | 9:3    | 4:5    | -      | 2:8    | 2:10   |
| PUM   | 5:3    | 10:2   | 4:5 h.u. | 8:2    | 9:3    | 4:1    | -      | 4:2    |
| SEH   | 3:2    | 10:1   | 3:1      | 11:1   | 3:2    | 8:1    | 2:1    | -      |

### Keleti csoport
|  | A csapat bejut a felsőházba |
|  | A csapat bejut az alsóházba |

| Poz. | Csapat                  | LM | Gy | GY.H. | V.H. | V  | G     | P  |
| ---- | ----------------------- | -- | -- | ----- | ---- | -- | ----- | -- |
| 1.   | HK Bardejov             | 12 | 11 | 1     | 0    | 0  | 80:22 | 35 |
| 2.   | HKM Rimavská Sobota     | 12 | 8  | 0     | 2    | 2  | 70:36 | 26 |
| 3.   | MHK AUTOCAR Dolný Kubín | 12 | 8  | 0     | 0    | 4  | 53:35 | 24 |
| 4.   | HK Brezno               | 12 | 6  | 0     | 0    | 6  | 44:52 | 18 |
| 5.   | MHK Kežmarok            | 12 | 5  | 1     | 0    | 6  | 44:46 | 14 |
| 6.   | HK Slovan Gelnica       | 12 | 1  | 0     | 0    | 11 | 23:57 | 3  |
| 7.   | HK Sabinov              | 12 | 1  | 0     | 0    | 11 | 30:96 | 3  |

| Hazai | Vendég | Vendég | Vendég | Vendég  | Vendég | Vendég   | Vendég |
| –     | BRE    | DKB    | GEL    | HHK     | KEZ    | RSO      | SAV    |
| ----- | ------ | ------ | ------ | ------- | ------ | -------- | ------ |
| BRE   | -      | 3:7    | 3:1    | 2:6     | 5:2    | 2:9      | 8:3    |
| DKB   | 3:0    | -      | 5:2    | 1:4     | 5:0    | 4:7      | 9:0    |
| GEL   | 3:4    | 1:5    | -      | 1:7     | 1:4    | 2:9      | 5:3    |
| HHK   | 6:4    | 7:3    | 3:1    | -       | 7:0    | 6:3      | 9:1    |
| KEZ   | 9:3    | 3:4    | 3:2    | 3:2     | -      | 5:4 b.u. | 9:2    |
| RSO   | 2:3    | 4:1    | 6:1    | 3:4 h.u | 5:3    | -        | 9:2    |
| SAV   | 1:7    | 4:6    | 5:3    | 3:16    | 3:6    | 3:9      | -      |

## Középszakasz

### Alsóház

#### Nyugati csoport
|  | A csapat bejut a rájátszásba |
|  | A csapat bejut a rájátszásba |

| Poz. | Csapat                       | LM | Gy | GY.H. | V.H. | V  | G     | P  |
| ---- | ---------------------------- | -- | -- | ----- | ---- | -- | ----- | -- |
| 1.   | HK Bratislava                | 12 | 12 | 0     | 0    | 0  | 76:35 | 36 |
| 2.   | HK Iskra Partizánske         | 12 | 7  | 0     | 0    | 5  | 62:43 | 21 |
| 3.   | HC Prievidza                 | 12 | 5  | 0     | 0    | 7  | 60:55 | 15 |
| 4.   | HO Hamikovo O.Z. Hamuliakovo | 12 | 5  | 0     | 0    | 7  | 48:50 | 15 |
| 5.   | HK Slovan Levice             | 12 | 1  | 0     | 0    | 11 | 27:90 | 3  |

| Hazai | Vendég | Vendég | Vendég | Vendég | Vendég |
| –     | BRA    | HAM    | NAR    | PAR    | PRE    |
| ----- | ------ | ------ | ------ | ------ | ------ |
| BRA   | -      | 6:1    |        | 8:3    |        |
| HAM   |        | -      | 7:2    | 5:2    |        |
| NAR   | 0:7    |        | -      |        | 0:8    |
| PAR   |        |        | 9:1    | -      | 7:3    |
| PRE   | 7:9    | 4:2    |        |        | -      |

#### Keleti csoport
|  | A csapat bejut a rájátszásba |
|  | A csapat bejut a rájátszásba |

| Poz. | Csapat            | LM | Gy | GY.H. | V.H. | V  | G     | P  |
| ---- | ----------------- | -- | -- | ----- | ---- | -- | ----- | -- |
| 1.   | MHK Kežmarok      | 12 | 10 | 0     | 0    | 2  | 66:39 | 30 |
| 2.   | HK Brezno         | 12 | 9  | 0     | 0    | 3  | 62:36 | 27 |
| 3.   | HK Slovan Gelnica | 12 | 3  | 1     | 0    | 8  | 39:54 | 11 |
| 4.   | HK Sabinov        | 12 | 1  | 0     | 1    | 10 | 30:68 | 4  |

| Hazai | Vendég | Vendég   | Vendég | Vendég |
| –     | BRE    | GEL      | KEZ    | SAV    |
| ----- | ------ | -------- | ------ | ------ |
| BRE   | -      | 12:3     | 8:3    | 4:1    |
| GEL   | 5:2    | -        | 2:9    | 6:1    |
| KEZ   | 3:1    | 6:5      | -      | 7:5    |
| SAV   | 2:5    | 2:3 h.u. | 2:5    | -      |

### Felsőház
|  | A csapat bejut a rájátszásba |

| Poz. | Csapat                   | LM | Gy | GY.H. | V.H. | V | G     | P  |
| ---- | ------------------------ | -- | -- | ----- | ---- | - | ----- | -- |
| 1.   | HK Bardejov              | 10 | 6  | 2     | 0    | 2 | 46:30 | 22 |
| 2.   | HKM Rimavská Sobota      | 10 | 6  | 0     | 2    | 2 | 38:34 | 20 |
| 3.   | Hockey Club Dukla Senica | 10 | 5  | 1     | 0    | 4 | 30:30 | 17 |
| 4.   | MŠK Púchov               | 10 | 3  | 1     | 2    | 4 | 35:34 | 13 |
| 5.   | MHA Martin               | 10 | 3  | 1     | 1    | 5 | 40:36 | 12 |
| 6.   | MHK AUTOCAR Dolný Kubín  | 10 | 1  | 1     | 1    | 7 | 27:52 | 6  |

| Hazai | Vendég | Vendég   | Vendég | Vendég   | Vendég   | Vendég   |
| –     | DKB    | HHK      | MHA    | PUM      | RSO      | SEH      |
| ----- | ------ | -------- | ------ | -------- | -------- | -------- |
| DKB   | -      |          | 5:4    | 7:6 h.u. |          | 4:5 b.u. |
| HHK   |        | -        | 3:6    | 3:6      |          | 6:1      |
| MHA   | 7:0    | 3:4 b.u. | -      |          | 4:7      |          |
| PUM   | 5:1    | 1:2      |        | -        | 3:2 b.u. |          |
| RSO   |        |          | 4:2    | 4:2      | -        | 3:2      |
| SEH   | 3:1    | 3:7      |        |          | 6:1      | -        |

## Rájátszás
|  | Negyeddöntők | Negyeddöntők             | Negyeddöntők |                          |    | Elődöntők           | Elődöntők   | Elődöntők |    |                     | Döntő         | Döntő         | Döntő |  |
|  |              |                          |              |                          |    |                     |             |           |    |                     |               |               |       |  |
|  | 1.           | HK Bardejov              | 3            |                          |    |                     |             |           |    |                     |               |               |       |  |
|  | 1.           | HK Bardejov              | 3            |                          |    |                     |             |           |    |                     |               |               |       |  |
|  | 1.           | MHK Kežmarok             | 0            |                          |    |                     |             |           |    |                     |               |               |       |  |
|  | 1.           | MHK Kežmarok             | 0            |                          | 1. | HK Bardejov         | 1           |           |    |                     |               |               |       |  |
|  |              |                          |              |                          | 1. | HK Bardejov         | 1           |           |    |                     |               |               |       |  |
|  |              |                          | 5.           | MHA Martin               | 3  |                     |             |           |    |                     |               |               |       |  |
|  | 4.           | MŠK Púchov               | 5.           | MHA Martin               | 3  | 1                   |             |           |    |                     |               |               |       |  |
|  | 4.           | MŠK Púchov               |              |                          |    |                     |             |           |    |                     |               |               |       |  |
|  | 5.           | MHA Martin               | 3            |                          |    |                     |             |           |    |                     |               |               |       |  |
|  | 5.           | MHA Martin               | 3            |                          | 5. | MHA Martin          | 3           |           |    |                     |               |               |       |  |
|  |              |                          |              |                          |    |                     |             |           |    |                     |               |               |       |  |
|  |              |                          | 3.           | Hockey Club Dukla Senica | 0  |                     |             |           |    |                     |               |               |       |  |
|  | 2.           | HKM Rimavská Sobota      | 3.           | Hockey Club Dukla Senica | 0  | 3                   |             |           |    |                     |               |               |       |  |
|  | 2.           | HKM Rimavská Sobota      |              |                          |    | 3                   |             |           |    |                     |               |               |       |  |
|  | 1.           | HK Bratislava            | 0            |                          |    |                     |             |           |    |                     |               |               |       |  |
|  | 1.           | HK Bratislava            | 0            |                          | 2. | HKM Rimavská Sobota | 1           |           |    | Bronzmérkőzés       | Bronzmérkőzés | Bronzmérkőzés |       |  |
|  |              |                          |              |                          | 2. | HKM Rimavská Sobota | 1           |           |    |                     |               |               |       |  |
|  |              |                          | 3.           | Hockey Club Dukla Senica | 3  |                     |             |           |    |                     |               |               |       |  |
|  | 3.           | Hockey Club Dukla Senica | 3.           | Hockey Club Dukla Senica | 3  | 3                   |             |           | 2. | HKM Rimavská Sobota | 0             |               |       |  |
|  | 3.           | Hockey Club Dukla Senica |              |                          |    |                     |             |           | 2. | HKM Rimavská Sobota | 0             |               |       |  |
|  | 6.           | MHK AUTOCAR Dolný Kubín  | 1            |                          |    | 1.                  | HK Bardejov | 3         |    |                     |               |               |       |  |